# Oques de Meidum

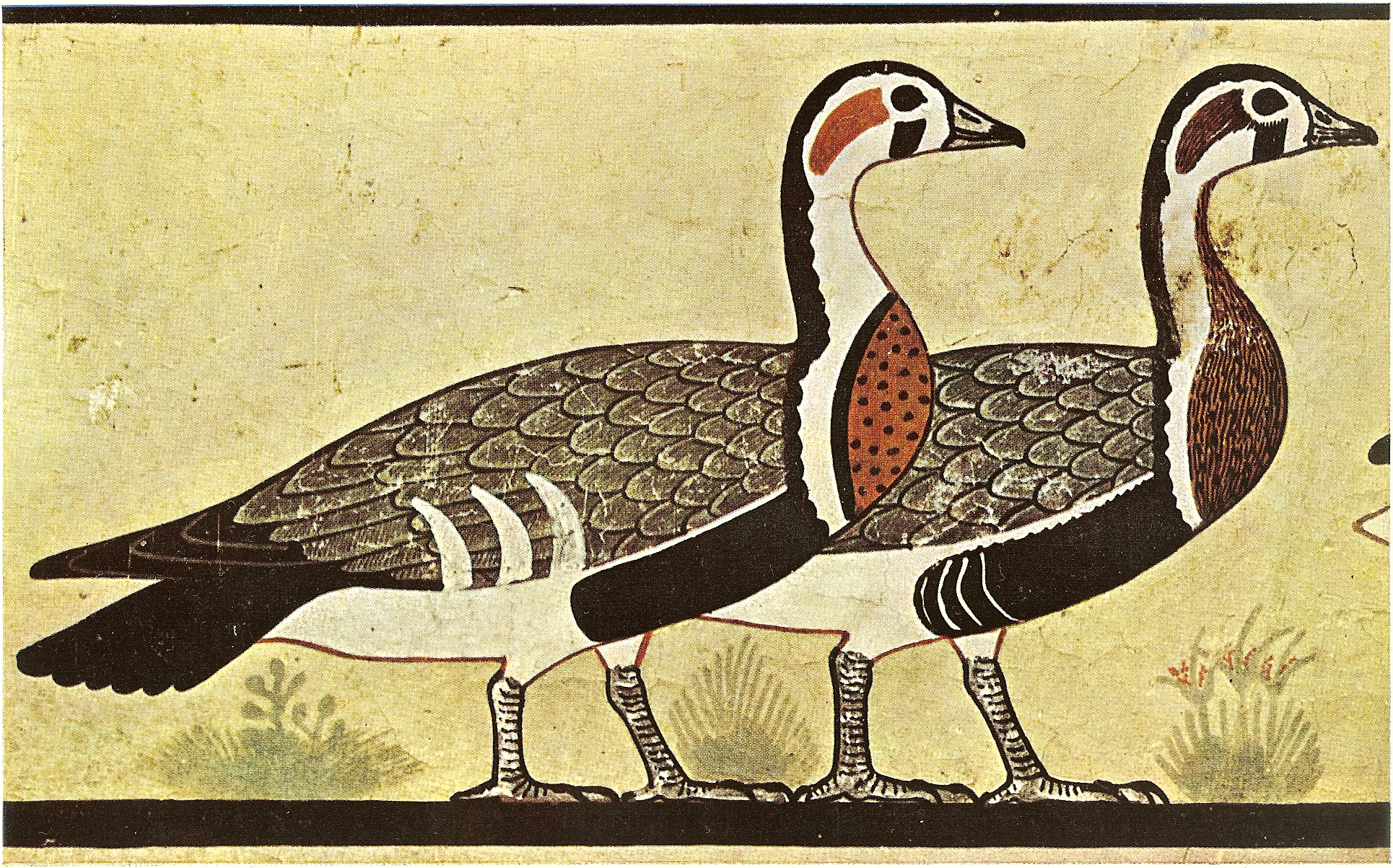
Oques de coll roig

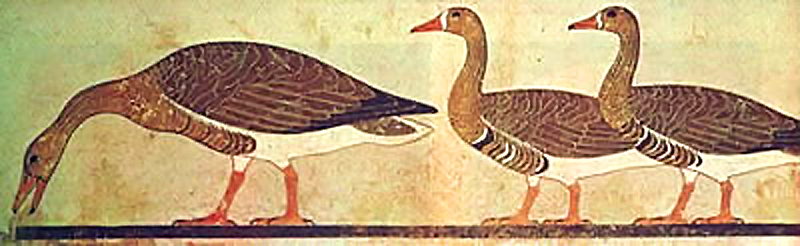
Oques de l'esquerra del fris

La pintura de les Oques de Meidum era part d'una escena de caça d'aus amb xarxa pintada amb estuc a la mastaba de Nefermaat i la seva muller Atet. Nefermaat era fill i Djati de Snefru, primer faraó de la quarta dinastia. La mastaba va ser descoberta per Auguste Mariette l'any 1871 i estudiada per Flinders Petrie. El fris de les oques es trobava a la capella d'Atet.
L'art pictòric durant l'Imperi Antic prestava la màxima atenció als detalls d'animals i plantes, tant que fins i tot avui dia és possible identificar les espècies d'oques d'aquesta pintura, des del plomatge estilitzat de l'oca riallera grossa a l'oca pradenca o l'oca de coll roig: les aus de l'esquerra són oques campestres seguint a un de bec negre, mentre que a la dreta es poden observar oques de coll vermell.
Les oques de Meidum van ser realitzades seguint una tècnica punctiforme, que crea en el seu conjunt, a partir de pegats simples de color, figures impressionants i on la vivacitat de les oques es destaca pels colors perfectament conjuntats de forma cromàticament harmoniosa. Per produir l'efecte de profunditat, es dibuixen dues oques un sobre l'altre. El fris és simètric, i unes borroses plantes verdes amb flors vermelles evoquen el paisatge de la riba d'un estany. Criden l'atenció els colors naturals de la pintura, aplicada sobre una capa d'estuc que cobreix al seu torn un arrebossat de tova.
- El jeroglífic per a oques, | G38 |: gb i el d'ànecs (| G39 |: s3) eren emprats com a determinatius genèrics de "aus", i se'ls associava un simbolisme religiós que s'usava per allunyar el mal i evocar el renaixement., pel que s'usaven repetidament a les pintures de les tombes.[2]

El fris, amb una longitud d'1,73 metres i una altura de 28 cm es conserva al Museu Egipci del Caire, i hi ha una còpia exacta al British Museum de Londres.
L'any 2015 l'historiador Francesco Tiradritti –professor de la Univeridad Kore d'Enna (Sicília) posa sota sospita l'autenticitat de la famosa obra egípcia asseverant ser de les dates del descobriment, havent estat pintades damunt de les originals. En defensa de l'autenticitat d'aquestes obres va respondre Zahi Hawass que Francesco havia obviat que pintures de la mateixa qualitat i estil havien estat descobertes recentment en excavacions a 32Km de distància i que el més preocupant fos que realitzarà aquest tipus d'afirmacions sense presentar les dades abans al departament d'antiguitats d'Egipte.